# Yogi Rock

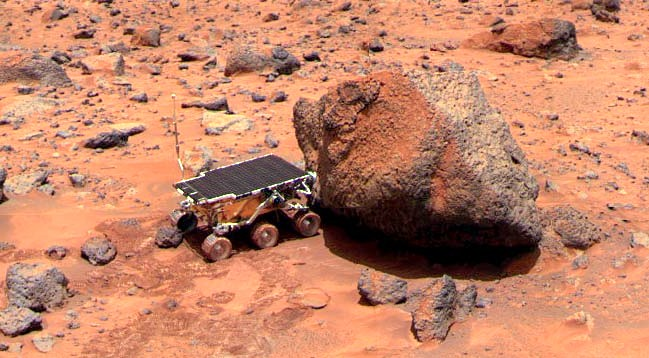
O Sojourner em Yogi Rock (imagem colorida).

Yogi Rock é uma rocha em Marte descoberta pelo rover Sojourner, durante o programa Mars Pathfinder, em 1997, tendo recebido este nome de Geoffrey A. Landis.
As rochas encontradas na missão foram nomeadas em referência a famosos ícones e figuras, e acharam que a Yogi Rock se assemelhava à cabeça de um urso vista à distância a partir da sonda. Por isso, esta rocha recebeu o nome do famoso personagem de desenho animado Zé Colmeia.
Esta rocha foi a primeira composta por basalto encontrada em Marte, o que sugere uma atividade vulcânica na região. A suavidade de sua superfície também sugere a existência passada de água nessa região. A Yogi foi também a primeira grande rocha encontrada pelo Sojourner e a ter sido analisada por um espectrômetro de raios X de partículas alfa para se determinar sua composição. 
Imagens da Sojourner se aproximando de Yogi foram utilizadas nos créditos de abertura de Star Trek: Enterprise, o que fez deste programa de televisão a primeira produção de ficção científica da televisão ou do cinema na história a utilizar imagens obtidas em outro planeta. 